# Мельник, Яков Иванович (Герой Социалистического Труда)
Яков Иванович Мельник (1903—1955) — советский работник сельского хозяйства, Герой Социалистического Труда (1948).

## Биография
Родился 22 апреля 1903 года в селе Малютянка Киевского уезда Киевской губернии (позже Васильковского, ныне Киево-Святошинского района Киевской области Украины) в крестьянской семье.
Трудовую деятельность начал в 1919 году в родном селе.
В 1920—1921 годах работал чернорабочим в гараже «Киевгортранса». В 1921—1923 годах работал пильщиком на лесоразработках.
В 1924 году вступил в сельскохозяйственную артель «Надежда» Компанеевского района Зиновьевского округа Украинской ССР. В 1926 году выдвигался на должность председателя Компанеевского райпотребсоюза.
В 1930—1931 годах Я. И. Мельник работал председателем колхоза в Устиновском районе Украинской ССР. В 1931 году он вступил в ряды Коммунистической партии (большевиков) Украины и был выбран председателем Устиновского сельского совета. В 1933—1936 годах работал заместителем директора Устиновской МТС. В 1936 году был назначен директором совхоза имени 25-летия Октября Первомайского района Одесской (ныне Николаевской) области.
C началом Великой Отечественной войны эвакуировался в Свердловский район Ворошиловоградской области, где возглавил совхоз имени Калинина; позже стал директором конного завода в Кемеровской области.
После освобождения Николаевщины от немецко-румынских войск, в марте 1944 года, Мельник вернулся в село Степковка, где во главе совхоза восстанавливал разрушенное войной хозяйство. В 1947 году совхоз имени 25-летия Октября получил урожай пшеницы 30,7 центнера с гектара на площади 122,5 га. За это достижение директор хозяйства был представлен к званию Героя Социалистического Труда.
Я. И. Мельник избирался депутатом Одесского областного совета, позже — Николаевского областного совета.
Умер 21 сентября 1955 года на 53-м году жизни в Степковке. Похоронен в городе Первомайск Николаевской области на Старом городском кладбище.

## Награды
- Указом Президиума Верховного Совета СССР от 13 марта 1948 года за получение высоких урожаев пшеницы и ржи при выполнении совхозом плана сдачи государству сельскохозяйственных продуктов в 1947 году и обеспеченности семенами зерновых культур для весеннего сева 1948 года Якову Ивановичу Мельнику присвоено звание Героя Социалистического Труда с вручением ордена Ленина и золотой медали «Серп и Молот»[2].
- Награждён орденами Ленина (1948), «Знак Почёта» и медалями, среди которых медаль «За доблестный труд в Великой Отечественной войне 1941—1945 гг.».